# 虚飾集団廻天百眼
虚飾集団廻天百眼（きょしょくしゅうだんかいてんひゃくめ）は、「この世とあの世の境界劇」を演じる日本の劇団。通称『廻天百眼』、または『百眼』。「美しく激しく狂おしく」をテーマに掲げ、アンダーグラウンドならぬ天上歌劇（アッパーグラウンド）を名乗る。
活動拠点は東京。詩作の朗読活動を行っていた石井飛鳥を主宰として2005年に旗揚げされ、2015年に10周年を迎えた。
代表作は、丸尾末広の人気漫画を舞台化した『少女椿』（2011年、2012年）、寺山修司原作『奴婢訓』（2013年）、人間とラブドールの愛と自由を描いたオリジナル作品『冥婚ゲシュタルト』（2014年、2016年）。
看板女優は『少女椿』みどり役など、重要な登場人物を数多く演じる紅日毬子。
近年は十三月紅夜が主人公であり、紅日毬子がヒロインである構図の作品も多く発表されている。
本物の蛇や蟲の使用、歌舞伎の人形振りを源流とした独特のダンスパフォーマンス、二本の戯曲を同時に同じステージ上で上演する、劇場へ血の雨を降らせる、女体盛りが登場する、観客が覗き穴から観劇する、清水真理作の球体関節人形やステンドグラスを舞台美術に配置する他、劇判の生演奏や、小劇場の舞台としては規格外である大掛かりな舞台装置と過激な演出が特徴。
舞台上と客席との枠組みを飛び越え、観客と共に愉しむ事を追求する姿勢から「日本版ロッキー・ホラー・ショウ」、「暗黒エンターテイメント劇団」とも称され、日本アングラ劇の最先端との評価もある。
劇場公演の際には正規団員の他、古屋兎丸作『ライチ☆光クラブ』の原作となった東京グランギニョル 『ライチ光クラブ』に於いて主人公・ゼラ（常川寛之）役を演じた常川博行、ストロベリーソングオーケストラの宮悪戦車を始めとした客演俳優が多数登場する。
舞台のみならず、西邑卓哲（ACM:::、FOXPILL CULT)、 J・A・シーザー、犬神サーカス団、fujimiya.tvなどによる劇中曲を使用したライブ、写真展、映画作品の上映会、撮影会、「卓矢ヱンジェル」ファッションショウへの出演、ヴィジュアル系バンド「R指定 (バンド)」主催ライブへの出演
、映画や劇中歌MVの製作、千之ナイフによる『冥婚ゲシュタルト』の漫画化など、その活動内容は劇団という枠にとらわれず多岐に渡る。
ファンの呼称は「百眼っ子」。劇団のオフィシャルパトロンシステム「百眼帝国」の会員は「帝国民」、「百眼帝国臣民」とも呼ばれる。帝国民のみが参加可能な催し、「帝国イベント」が不定期で開催されている。

## 劇団員
- 石井飛鳥（いしいあすか）- 主宰、脚本、演出 【暗黒の演出家】
- 紅日毬子（あかひまりこ） - 俳優 【艶かしき無邪気、踊る座敷童】
- 桜井咲黒（さくらいざくろ） - 俳優 【過激なる陰翳の道化】
- 十三月紅夜（じゅうさんがつこうや） - 俳優 【燦爛たる魔女】
- ワタナベユウキ - 広告美術 【善良なる狂気】

### 元劇団員
- 大島朋恵（おおしまともえ） - 俳優 初代看板女優。元月蝕歌劇団団員。劇団「りくろあれ」主宰[12]。
- 金原沙亜弥（かなはらさあや） - 俳優【美しき残酷少女】 2016年『冥婚ゲシュタルト2016』にて卒業[13]。現・加々見千懐。
- 鬼口モモカ（きぐちももか） - 俳優 【嬌撃の花火】2022年退団。

## 舞台作品
90分から120分の長篇脚本、大掛かりな舞台装置を使用して行われる総力戦を「本公演」、客席50席以下の劇場や屋外での上演、日蝕を利用した暗転など、特殊な環境のもとで行われる試験的な公演を「実験公演」と区分する。なお、現在に至るまでの公演作品はすべて石井飛鳥の脚本・演出によるものである。
| 公演区分                                                 | 公演名                                             | 日程                                        | 劇場                                                  | 出演者 | 備考 |
| -------------------------------------------------------- | -------------------------------------------------- | ------------------------------------------- | ----------------------------------------------------- | --- | --- |
| 本公演                                                   | 御霊祭御祭騒                                       | 2005年6月11日-12日                          | 荻窪ボクシングリーズカフェ                            | 大島朋恵／岡崎哲也／楠木菊花（ZOMBIE LOLITA）／酒井理恵／石橋慎治／根岸裕美香／大内渚 | 脚本・演出：石井飛鳥 |
| 本公演                                                   | 土竜〜もぐら〜                                     | 2006年4月22日-24日                          | タナトス6                                             | 大島朋恵／沙龍／柳沼秀幸／新井大輔（Fether Village Family）／阪田智靖／Sachi（黒色すみれ） | 脚本・演出：石井飛鳥 |
| 展示                                                     | 極楽鳥×変身前夜                                    | 2006年11月17日-19日                         | 阿佐ケ谷ひつじ座                                      | 大島朋恵／たらこ BCHU／礼音／白亜／m.m.マダム／おちいさま | 脚本・演出：石井飛鳥 |
| 本公演                                                   | 過華劇騒動                                         | 2006年6月23日-25日                          | 新宿眼科画廊                                          | 大島朋恵／リョウ／岡崎哲也／高田ゆか（月蝕歌劇団） | 脚本・演出：石井飛鳥 |
| 本公演                                                   | 夢屋                                               | 2007年6月8日-10日                           | 神楽坂die pratze                                      | 大島朋恵／紅日毬子／御手洗花女（母檸檬）／白亜／礼音 | 脚本・演出：石井飛鳥 |
| 実験公演                                                 | 御霊祭御祭騒                                       | 2007年9月23日-24日                          | 新宿シアターPOO                                       | 白亜／紅日毬子／能登谷智生／篠原志奈／大島朋恵／岡崎哲也／礼音 | 脚本・演出：石井飛鳥 |
| 本公演                                                   | 赤闇少女〜私と私の人形劇〜                         | 2007年12月27日-30日                         | 神楽坂die pratze                                      | 大島朋恵／紅日毬子／御手洗花女（母檸檬）／カイ（白亜）／礼音／能登谷智生 | 脚本・演出：石井飛鳥 |
| 展示                                                     | ファイナルエロスグロテッサ                         | 2008年4月24日-29日                          | 新宿眼科画廊                                          | 大島朋恵／紅日毬子／泉カイ | |
| 本公演                                                   | エロスグロテッサアッパーグラウンドオペレッタ       | 2008年7月26日-28日                          | 新宿タイニイアリス                                    | 大島朋恵／紅日毬子／桜井咲黒／泉カイ／礼音／伊藤花りん | 脚本・演出：石井飛鳥 音楽：アムの解散 |
| 本公演                                                   | 鬼姫                                               | 2009年2月20日-23日                          | 新宿タイニイアリス                                    | 大島朋恵／紅日毬子／桜井咲黒／泰造／常川博行／こもだまり（昭和精吾事務所）／牛水里美（黒色綺譚カナリア派）／泉カイ／伊藤花りん／篠原志奈（Dangerous Box）／大畑篤志（Dangerous Box）／宮田真奈人／仲村弥生 | 脚本・演出：石井飛鳥 音楽：fujimiya.tv |
| 実験公演                                                 | 黒色サロス                                         | 2009年7月22日                               | 都立井の頭恩賜公園                                    | 大島朋恵／紅日毬子／桜井咲黒／こもだまり（昭和精吾事務所）／ご満悦／仲村弥生／宮田真奈人／姫宮美緒（ヒメマニク）／泰造／常川博行／中野菜保子（上海自転車）／TETRA／智弓／入江要介／siki／弦水菖子／紅夜／いちご（BEWITCH）／四月一日雅優／福地健太 | 井の頭恩賜公園100周年野外劇フェスタ参加作品 脚本・演出：石井飛鳥 音楽：fujimiya.tv                                                                                     |
| 実験公演                                                 | 御霊祭御祭騒                                       | 2009年11月7日-22日                          | 新宿シアターPOO                                       | 紅日毬子／桜井咲黒／牛水里美（黒色綺譚カナリア派）／こもだまり（昭和精吾事務所）／塩瀬篤也（負味）／篠原志奈（Dangerous Box）／大畑篤志（Dangerous Box）／宮田真奈人／仲村弥生／TETRA。／いちご／紅夜 | 脚本・演出：石井飛鳥 |
| 本公演                                                   | 死ぬ機械                                           | 2010年3月26日-28日                          | 大塚萬劇場                                            | 大島朋恵／紅日毬子／桜井咲黒／牛水里美（黒色綺譚カナリア派）／常川博行／こもだまり（昭和精吾事務所）／泰造／倉垣吉宏（舞台芸術創造機関SAI）／八木岳（劇団アニマル王子）／伊藤花りん／宮田真奈人／仲村弥生／いちご | 脚本・演出：石井飛鳥 音楽：目黒ネグロ／TETRA。 |
| 企画ライブ                                               | 苺楽團と廻天百眼                                   | 2010年9月11日                               | 池袋LIVE INN ROSA                                     | ストロベリーソングオーケストラ／廻天百眼：紅日毬子、桜井咲黒、金原沙亜弥、十三月紅夜、こもだまり（昭和精吾事務所）、倉垣吉宏（舞台芸術創造機関SAI）、いちご | |
| 実験公演                                                 | 夢屋2010 〜密閉版〜                                | 2010年9月25日                               | 駒込LaGrotte                                          | 紅日毬子／金原沙亜弥／十三月紅夜／桜井咲黒／こもだまり（昭和精吾事務所）／倉垣吉宏（舞台芸術創造機関SAI）／いちご | 脚本・演出：石井飛鳥 |
| 本公演                                                   | 存ぜぬ快楽                                         | 2011年3月3日-6日                            | ザムザ阿佐谷                                          | 紅日毬子／桜井咲黒／金原沙亜弥／紅夜／TETRA。／こもだまり（昭和精吾事務所）／泰造／倉垣吉宏（舞台芸術創造機関SAI）／桐山菜穂／有栖川ソワレ（MONT★SUCHT）／いちご／仲村弥生／水野静 | 脚本・演出：石井飛鳥 音楽：fujimiya.tv |
| 本公演                                                   | 少女椿                                             | 2011年10月13日-17日                         | ザムザ阿佐谷                                          | 紅日毬子／桜井咲黒／十三月紅夜／金原沙亜弥／常川博行／こもだまり（昭和精吾事務所）／泰造／大島朋恵／倉垣吉宏（舞台芸術創造機関SAI）／有栖川ソワレ（MONT★SUCHT）／TETRA。／いちご／仲村弥生／若松真夢／橋本じゅん | 脚本・演出：石井飛鳥 原作：丸尾末広 音楽：犬神サーカス団／fujimiya.tv／西邑卓哲                                                                                        |
| 本公演 再演                                              | 鬼姫                                               | 2012年4月19日-23日                          | ザムザ阿佐谷                                          | 紅日毬子／桜井咲黒／十三月紅夜／金原沙亜弥／こもだまり（昭和精吾事務所）／有栖川ソワレ／いちご／九重綾美／常川博行／八木岳（劇団アニマル王子）／倉垣吉宏（舞台芸術創造機関SAI）／桐山菜穂／橋本じゅん／仲村弥生／TETRA。／若松真夢／泰造 | 脚本・演出：石井飛鳥 音楽：犬神fujimiya.tv／西邑卓哲 |
| 本公演                                                   | 少女椿                                             | 2012年11月6日-12日 2012年12月1日-2日        | ザムザ阿佐谷（東京） in→dependent theatre 2nd（大阪） | 紅日毬子／桜井咲黒／金原沙亜弥／十三月紅夜／倉垣吉宏（舞台芸術創造機関SAI）／こもだまり（昭和精吾事務所）／TETRA。／イチゴ／大塚尚吾／拜藤五月／白咲すみれ／内海尚登／南条ジュン／若松真夢／沙夜／大島朋恵（R＊A）／常川博行／牛水里美／宮悪戦車（ストロベリーソングオーケストラ） | 脚本・演出：石井飛鳥 原作：丸尾末広 音楽：犬神サーカス団／fujimiya.tv／西邑卓哲                                                                                        |
| 実験公演                                                 | 夢屋 地獄変                                        | 2013年2月14日-17日                          | 大阪世界館                                            | 紅日毬子／桜井咲黒／金原沙亜弥／十三月紅夜／倉垣吉宏／TETRA。／若松真夢／白咲すみれ | 脚本・演出：石井飛鳥 |
| 本公演                                                   | 奴婢訓                                             | 2013年8月23日-27日                          | ザムザ阿佐谷                                          | 桜井咲黒／紅日毬子／金原沙亜弥／十三月紅夜／クロヤギタケル／大塚尚吾／こもだまり（昭和精吾事務所）／沙夜／TETRA。／有栖川ソワレ／南条ジュン／若松真夢／夢咲結奈／左右田歌鈴／なにわえわみ／常川博行／西邑卓哲（FOXPILL CULT） | 作：寺山修司 演出：石井飛鳥 音楽：J・Aシーザー |
| ショウ                                                   | グロテッスコカーニバル                             | 2013年10月4日 2013年10月16日 2013年10月20日 | 池袋LIVE INN ROSA 池袋音処手刀 池袋LIVE INN ROSA      | 紅日毬子／桜井咲黒／十三月紅夜／金原沙亜弥／夢咲結奈／こもだまり（昭和精吾事務所）／南条ジュン／左右田歌鈴／大塚尚吾／イチゴ／犬神凶子（犬神サーカス団）／FOXPILL CULT | 第一夜 夜桜学園祭2013 第二夜 壁抜け機構:第二幕 最終夜 眼帯アリス症候群15 脚本・演出：石井飛鳥                                                                          |
| 本公演                                                   | 冥婚ゲシュタルト                                   | 2014年2月27日-3月3日                        | ザムザ阿佐谷                                          | 紅日毬子／桜井咲黒／金原沙亜弥／十三月紅夜／夢咲結奈／こもだまり（昭和精吾事務所）／常川博行／仲村弥生／イチゴ／南条ジュン／大塚尚吾／左右田歌鈴／蔦丸朱萌／中島音々／怪盗朧／西邑卓哲（FOXPILL CULT） | 脚本・演出：石井飛鳥 音楽：西邑卓哲 |
| ライブ                                                   | 百鬼犬綺譚                                         | 2014年4月4日                                | 池袋LIVE INN ROSA                                     | 犬神サアカス団／餓鬼道／廻天百眼：紅日毬子、桜井咲黒、金原沙亜弥、十三月紅夜、夢咲結奈、こもだまり（昭和精吾事務所）、有栖川ソワレ、なにわえわみ、怪盗朧、左右田歌鈴、蔦丸朱萌、西邑卓哲（FOXPILL CULT） | 虚飾集団廻天百眼・池袋LIVE INN ROSA共同企画 |
| 実験公演                                                 | 臘月記                                             | 2014年6月29日-7月3日                        | 駒場アゴラ劇場                                        | 紅日毬子／桜井咲黒／金原沙亜弥／十三月紅夜／こもだまり（昭和精吾事務所）／イチゴ／有栖川ソワレ／南条ジュン／蔦丸朱萌／平良和義／なにわえわみ／夢咲結奈／モチヅキマサル（FOXPILL CULT）／西邑卓哲（FOXPILL CULT） | 岸田理生アバンギャルドフェスティバル参加作品 作：岸田理生 構成・演出：石井飛鳥 音楽：西邑卓哲                                                                          |
| 廻天百眼創立10周年記念ワンマンライブ                     | 深淵のパレード                                     | 2015年4月5日                                | 池袋手刀                                              | 紅日毬子／桜井咲黒／金原沙亜弥／十三月紅夜／大島朋恵／こもだまり（昭和精吾事務所）／怪盗朧／麻宮チヒロ（舞台芸術創造機関SAI）／イチゴ／有栖川ソワレ／南条ジュン／左右田歌鈴／なにわえわみ／蔦丸朱萌／FOXPILL CULT／Shinpei Morishige | |
| 映画                                                     | 廻天百眼短編映画集『屍のパレード』ワールドプレミア | 2015年4月17日                               | 新宿ロフトプラスワン                                  | 紅日毬子／桜井咲黒／金原沙亜弥／十三月紅夜 こもだまり（昭和精吾事務所）／怪盗朧／白川沙夜（月蝕歌劇団）／南条ジュン／蔦丸朱萌／若松真夢／左右田歌鈴／なにわえわみ／イチゴ／拜藤皐月／麻宮チヒロ（舞台芸術創造機関SAI）／西邑卓哲（FOXPILL CULT）／モチヅキマサル（FOXPILL CULT）／プエル（FOXPILL CULT）／本山由乃（劇団ロオル）／谷竜一（集団:歩行訓練）／本尾昌則（偉伝或～IDEAL～）／伊勢参（偉伝或～IDEAL～）／渡邉晃／桶谷健司                                   | 『オイシャサンゴッコ』 原作：七戸優 『芥虫』 原作：氏賀Y太 『タイガーバームガーデン』 脚本：宇野正玖 『屍のパレード』 脚本：石井飛鳥 監督：石井飛鳥 音楽監督：西邑卓哲 |
| 田中流×廻天百眼 写真ライブ                               | 劇的なオブスキュラー                               | 2015年7月18日-20日                          | カフェ百日紅                                          | 紅日毬子／桜井咲黒／金原沙亜弥／十三月紅夜 | |
| 本公演                                                   | 屍のパレード                                       | 2015年10月7日-12日 2015年10月23日-25日      | ザムザ阿佐谷（東京） in→dependent theatre 2nd（大阪） | 紅日毬子／桜井咲黒／金原沙亜弥／十三月紅夜／大島朋恵（りくろあれ）／常川博行／宮悪戦車（ストロベリーソングオーケストラ）／こもだまり（昭和精吾事務所）／イチゴ／左右田歌鈴／なにわえわみ／窪田裕仁郎（Voyantroupe/しもっかれ！）／相田健太（偉伝或～IDEAL～）／ドドメリナ／ヒガシナオキ／柚木成美／和田崇太郎（KING&HEAVY）／やもり／西邑卓哲（FOXPILL CULT）／麻宮チヒロ（舞台芸術創造機関SAI）／南条ジュン（シンフォニア）／仲村弥生                                | 脚本・演出：石井飛鳥 音楽：西邑卓哲 |
| 「屍のパレード」レコ発ワンマンライブ                     | 伝染性狂言                                         | 2016年4月25日                               | 池袋音処手刀                                          | 紅日毬子／桜井咲黒／金原沙亜弥／十三月紅夜／こもだまり（昭和精吾事務所）／窪田裕仁郎（Voyantroupe/しもっかれ！）／イチゴ／左右田歌鈴／なにわえわみ／柚木成美／ドドメリナ／大島朋恵（りくろあれ）／常川博行／宮悪戦車（ストロベリーソングオーケストラ）／西邑卓哲（FOXPILL CULT） | |
| 本公演 再演                                              | 冥婚ゲシュタルト2016                               | 2016年6月14日-20日                          | ザムザ阿佐谷                                          | 紅日毬子／金原沙亜弥／桜井咲黒／十三月紅夜／早坂カラス／常川博行／こもだまり（昭和精吾事務所）／窪田裕仁郎（Voyantroupe/しもっかれ！）／山本恵太郎（ゲンパビ）／伊勢参（偉伝或）／イチゴ／左右田歌鈴／なにわえわみ／蔦丸朱萌／柚木成美／湖原芽生（月蝕歌劇団）／七咲青／麻宮チヒロ（舞台芸術創造機関SAI）／南条ジュン（鳥の首企画）／西邑卓哲（FOXPILL CULT） | 同時上演 詩劇『冥婚ゲシュタルトEve』 脚本・演出：石井飛鳥 音楽：西邑卓哲                                                                                               |
| 「冥婚ゲシュタルト」レコ発ワンマンライブ                 | 未来のアーク                                       | 2016年11月4日                               | 渋谷チェルシーホテル                                  | 紅日毬子／桜井咲黒／十三月紅夜／早坂カラス／金原沙亜弥／こもだまり（昭和精吾事務所）／湖原芽生（月蝕歌劇団）／イチゴ／左右田歌鈴／なにわえわみ／柚木成美／窪田裕仁郎（Voyantroupe/しもっかれ！）／山本恵太郎（ゲンパビ）／西邑卓哲（FOXPILL CULT）／瑳理（NECRONOMIDOL） | |
| 本公演                                                   | 悦楽乱歩遊戯                                       | 2017年2月26日-3月5日                        | ザムザ阿佐谷                                          | 紅日毬子／桜井咲黒／十三月紅夜／早坂カラス／常川博行／こもだまり（昭和精吾事務所）／左右田歌鈴／なにわえわみ（劇団フェリーちゃん）／柚木成美／窪田裕仁郎（Voyantroupe/しもっかれ！）／湖原芽生（月蝕歌劇団）／伊勢参（偉伝或～IDEAL～）／山本恵太郎（ゲンパビ）／小林機械／丸山翔（Voyantroupe/チームジャックちゃん）／本山由乃（劇団ロオル）／辻真梨乃／村松カズヤ（演劇爆心地 GROUND ZERO）／安曇真実／水銀寺糸乃／大島朋恵（りくろあれ）／西邑卓哲（FOXPILL CULT） | 同時上演 詩劇『記述へのパラフィリア』 原作：江戸川乱歩 脚本・演出：石井飛鳥 音楽：西邑卓哲                                                                             |
| 「悦楽乱歩遊戯」レコ発ワンマンライブ                     | パノラマ万花鏡                                     | 2017年7月23日                               | 池袋音処手刀                                          | 紅日毬子／桜井咲黒／十三月紅夜／早坂カラス／こもだまり（昭和精吾事務所）／常川博行／左右田歌鈴／なにわえわみ（劇団フェリーちゃん）／柚木成美／湖原芽生（月蝕歌劇団）／伊勢参（偉伝或～IDEAL～）／窪田裕仁郎（Voyantroupe/しもっかれ！）／丸山翔（Voyantroupe/チームジャックちゃん）／山本恵太郎（ゲンパビ）／本山由乃（劇団ロオル）／辻真梨乃／安曇真実／小林機械／西邑卓哲（FOXPILL CULT）                                                                           | |
| 本公演                                                   | 殺しの神戯                                         | 2018年2月25日-3月4日                        | ザムザ阿佐谷                                          | 紅日毬子／桜井咲黒／十三月紅夜／こもだまり（昭和精吾事務所）／山本恵太郎（ゲンパビ）／伊勢参（偉伝或〜IDEAL〜）／柚木成美／左右田歌鈴／なにわえわみ（劇団フェリーちゃん）／辻真梨乃／鈴木彰紀（月桂館）／鋤柄拓也／ドドメリナ／安曇真美／邑上笙太朗（集団 as if〜）／餅月わらび／西邑卓哲（FOXPILL CULT）／大島朋恵（りくろあれ）／麻宮チヒロ（舞台芸術創造機関SAI）／西邑卓哲（FOXPILL CULT）                                                                        | 同時上演 『廻天百眼樂劇總集篇～グランド・レヴュウ～』 脚本・演出：石井飛鳥 音楽：西邑卓哲                                                                              |
| 「殺しの神戯 」レコ発ワンマンライブ                      | 殺しの神楽                                         | 2018年8月4日                                | 下北沢SHELTER                                         | 紅日毬子／桜井咲黒／十三月紅夜／ドドメリナ／こもだまり（昭和精吾事務所）／なにわえわみ（劇団フェリーちゃん）／左右田歌鈴／辻真梨乃／柚木成美／鋤柄拓也／餅月わらび／西邑卓哲（FOXPILL CULT） | |
| 本公演                                                   | 闇を蒔く 〜屍と書物と悪辣異端審問官〜              | 2019年2月3日-11日                           | ザムザ阿佐谷                                          | 紅日毬子／桜井咲黒／十三月紅夜／ドドメリナ／こもだまり（昭和精吾事務所）／左右田歌鈴／大島朋恵（りくろあれ）／なにわえわみ（劇団フェリーちゃん）／柚木成美／湖原芽生（月蝕歌劇団）／相田健太（偉伝或～IDEAL～）／南条ジュン（鳥の首企画）／辻真梨乃／邑上笙太朗／CHO（DangerousBox）／伊井ひとみ／飯原優／小鳥遊空／阿部志鴻（スターダス・21）／鳥井響／ハラグチリサ／西邑卓哲（FOXPILL CULT）                                                                        | 脚本・演出：石井飛鳥 音楽：西邑卓哲 |
| 「闇を蒔く」レコ発ワンマンライブ                         | 闇が発芽する                                       | 2019年7月13日                               | 下北沢SHELTER                                         | 紅日毬子／桜井咲黒／十三月紅夜／こもだまり（昭和精吾事務所）／大島朋恵（りくろあれ）／ 左右田歌鈴／柚木成美／なにわえわみ （劇団フェリーちゃん）／相田健太／湖原芽生（月蝕歌劇団）／ 辻真梨乃／邑上笙太朗／伊井ひとみ／西邑卓哲（FOXPILL CULT） | |
| 本公演                                                   | 不思議のアリス・オブザデッド                       | 2020年1月28日-2月3日                        | ザムザ阿佐谷                                          | 紅日毬子／左右田歌鈴／十三月紅夜／辻真梨乃／こもだまり（昭和精吾事務所）／桜井咲黒／高田那由太 (なゆたハムニダ) ／本山由乃 (劇団ロオル)／邑上笙太朗／柚木成美 ／木村飛香／大島朋恵 (りくろあれ）／大橋桃佳／湖原芽生／なにわえわみ（劇団フェリーちゃん）／伊井ひとみ／ハラグチリサ／白永歩美（月蝕歌劇団）／西邑卓哲（FOXPILL CULT） | 脚本・演出：石井飛鳥 音楽：西邑卓哲 |
| 「不思議の国のアリス・オブザデッド」レコ発ワンマンライブ | マッドネスパーティー                               | 2020年7月22日                               | 池袋音処手刀                                          | 紅日毬子／桜井咲黒／十三月紅夜／大島朋恵（りくろあれ）／こもだまり（昭和精吾事務所）／左右田歌鈴／なにわえわみ（劇団フェリーちゃん）／辻真梨乃／伊井ひとみ／白永歩美（月蝕歌劇団）／高田那由太（なゆたハムニダ）／木村飛香／ハラグチリサ／鬼口モモカ／ 西邑卓哲（FOXPILL CULT） ／DJ RAVEMAN （Aural Vampire） | |
| 本公演                                                   | 冥婚ゲシュタルト2020                               | 2020年11月5～11月9日                        | ザムザ阿佐谷                                          | 紅日毬子／ 桜井咲黒／ 十三月紅夜／ こもだまり（昭和精吾事務所）／ 左右田歌鈴／ なにわえわみ（劇団フェリーちゃん）／ 辻真梨乃／ 伊勢参（偉伝或～IDEAL～）／ 山本恵太郎山本恵太郎（ゲンパビ、-ヨドミ-）／ 伊井ひとみ／ 白永歩美（月蝕歌劇団）／ 高田那由太（なゆたハムニダ）／ 木村飛香／ ハラグチリサ／ 鬼口モモカ／ 鈴原かおり／ 西邑卓哲（FOXPILL CULT） | 脚本・演出：石井飛鳥 音楽：西邑卓哲 |
| 十三月紅夜入団10周年記念ライブ                           | 10th Anniv. Theatre of the Lunatic!                | 2021年7月25日                               | 高円寺U.F.O CLUB                                      | THE DIGITAL CITY JUNKIES／†13th Moon†／十三月紅夜BAND：十三月紅夜、西邑卓哲 （ACM:::／FOXPILL CULT）、翠 （ACM:::）、Shintaro （MUNIMUNI／Palastleben）、ナカムラルビイ（酢酸カーミン）、ハリケン （THE DIGITAL CITY JUNKIES）、なにわえわみ （劇団フェリーちゃん） ）／廻天百眼：紅日毬子、桜井咲黒、十三月紅夜、鬼口モモカ、左右田歌鈴、なにわえわみ、湖原芽生、辻真梨乃                                                                                            | |

### DVD
※発売元はディスクユニオン（一部除く）。
- 舞台『エロスグロテッサアッパーグラウンドオペレッタ』公演DVD
- 『夢屋2010 （苺楽團と廻天百眼）』DVD
- 舞台『鬼姫』初演 公演DVD
- 舞台『死ぬ機械』公演DVD
- 舞台『存ぜぬ快楽』公演DVD　新装版
- 舞台『少女椿2011』公演DVD
- 舞台『鬼姫2012』公演DVD
- 舞台『少女椿2012』公演DVD　通常版
- 舞台『少女椿2012』大阪公演記録映像付きDVD
- 舞台『奴婢訓』公演DVD
- 舞台『冥婚ゲシュタルト初演』公演DVD
- 舞台『屍のパレード』公演DVD
- 舞台『冥婚ゲシュタルト2016』公演DVD
- 舞台『臘月記』公演DVD
- 舞台『悦楽乱歩遊戯』公演DVD
- 舞台『殺しの神戯』公演DVD
- 廻天百眼ショウDVDシリーズ①『眼帯アリス症候群』
- 廻天百眼ショウDVDシリーズ②『黒服限定gig』
- 廻天百眼ショウDVDシリーズ③『トリムルティ』
- 廻天百眼ショウDVDシリーズ④『聖女リドヴィナ』
- 『パノラマ万花鏡』 上 -箱船編-
- 『パノラマ万花鏡』 下 -緋色編-
- 舞台『闇を蒔く～屍と書物と悪辣異端審問官～』公演DVD
- 舞台『不思議の国のアリス・オブザデッド』公演DVD
- 舞台『冥婚ゲシュタルト2020』公演DVD
- 舞台『万物教会』公演DVD

### CD
※発売元はディスクユニオン（一部除く）。
- 『エロスグロテッサアッパーグラウンドオペレッタ』サウンドトラックス
- 鬼姫音樂集（2013年6月）
- 『死ぬ機械』サウンドトラック
- 舞台『存ぜぬ快楽』サウンドトラック　完全版
- 『少女椿2011』サウンドトラック
- 舞台『鬼姫2012』初版サウンドトラック
- 舞台『鬼姫2012』サウンドトラック　完全版
- 『少女椿2012』舞台音源集
- 『奴婢訓』舞台音源集
- 舞台『臘月記』音楽集
- 舞台『冥婚ゲシュタルト初演』サウンドトラック
- 舞台『屍のパレード』サウンドトラック
- 舞台『冥婚ゲシュタルト2016』サウンドトラック
- 舞台『悦楽乱歩遊戯』サウンドトラック
- 舞台『殺しの神戯』サウンドトラック
- 舞台『闇を蒔く〜屍と書物と悪辣異端審問官〜』サウンドトラック
- 舞台『不思議の国のアリス・オブザデッド』サウンドトラック
- 十三月紅夜入団10周年記念アルバム『10th Anniv. Theatre of the Lunatic!』

## 襦袢クラブ
月に一度、原則として最終土曜日に開催されるコンセプトカフェイベント。（公演前など、特定の期間は催されない。）
「襦袢クラブ」の名の通り襦袢を纏った廻天百眼団員との歓談を趣旨とし、飲食物の他、廻天百眼の公演に登場した詩、持ち込まれた文章の朗読、劇中歌の歌唱（ショウ）の注文などが可能。劇場公演の内容に則したオリジナルドリンクの提供や劇団員の誕生祭が開催されることも。ゲストとして本公演に出演した客演俳優が登場することもある。
ポイントカード制度を導入しており、満了すると過去上演作の脚本や限定の音源集、映像集などが贈呈される。

### 公式サイト
- 虚飾集団廻天百眼Official Website - 劇団公式ウェブサイト
- 劇団公式ファンクラブ「百眼帝国」 - CAMPFIRE Community
- 劇団公式チャンネル「kaitenhyakume」 - YouTubeチャンネル

### Twitter
- 虚飾集団廻天百眼 (@kaitenhyakume) - X（旧Twitter）
- 石井飛鳥 (@ishiiasuka) - X（旧Twitter）
- 紅日毬子 (@akahimariko) - X（旧Twitter）
- 桜井咲黒 (@sakurai_zakuro) - X（旧Twitter）
- 十三月紅夜 (@jusangatsukouya) - X（旧Twitter）
- ワタナベユウキ (@nabe_0117) - X（旧Twitter）
- 鬼口モモカ（＠M0M0TAR0H）Twitter